# Тернер, Артур (футбольный тренер)
Артур Тёрнер (англ. Arthur Turner) — английский футбольный тренер.
В 1902 году Тёрнер пришёл в «Норвич Сити» на должность секретаря команды, позже Артур был помощником менеджера. С 1909 по 1910 год был менеджером команды, под его руководством «Норвич Сити» сыграл 86 матчей — 27 побед, 37 поражений и 22 ничьи. После прихода Тёрнера на должность менеджера, в команде стало появляться довольно много новых молодых футболистов.